# Hastula anomala
Hastula anomala é uma espécie de gastrópode do gênero Hastula, pertencente a família Terebridae.